# Morrut de les palmeres
El morrut de les palmeres, becut vermell o morrut roig (Rhynchophorus ferrugineus) és una espècie de coleòpter polífag de la família dels drioftòrids. És una greu plaga per a les palmeres ornamentals a la península Ibèrica on es va detectar per primer cop al 1994. És originari del sud-est asiàtic i la Polinèsia.

## Morfologia
És un insecte relativament gran, entre dos i cinc centímetres de llarg, i un color vermell òxid. Les seves larves excaven galeries de fins a un metre de llarg al tronc de les palmeres, arribant en força ocasions a matar la planta. Com a resultat, l'escarabat ha esdevingut una de les principals plagues de les plantacions de palma, com la palma de coco, palmera datilera i la palma d'oli. Originari del sud-est asiàtic i la Polinèsia, el morrut de les palmeres s'ha estès a l'Àfrica i Europa, arribant a la Mediterrània a la dècada de 1980, essent detectat per primer cop a Espanya el 1994
i a França el 2006. Aquest corc es va registrar per primera vegada a prop d'Amèrica a Curaçao, el gener de 2009.

## Cicle de vida
Aquest insecte nociu generalment infesta diverses espècies d'arecàcies (palmeres). En origen afecta a Cocos nucifera i Elaeis guineensis. Als països catalans s'ha constatat que afecta Phoenix canariensis, però també pot afectar Phoenix dactylifera, i eventualment a espècies del gènere Washingtonia. La capacitat d'afectació de Chamaerops humilis, una de les poques espècies d'arecàcies autòctones als països catalans no ha estat encara documentada, però no es descarta i s'ha inclòs en la llista de plantes sensibles publicada per la Comissió europea.
La femella adulta pon els ous en un nou creixement en la corona de la palma o les ferides causades per l'esclarissada.
L'ou, d'un color blanquinós i ovalat desclou sorgint-ne larves piriformes blanques sense potes. La larva s'alimenta del teixit interior de l'arbre durant un mes formant túnels al tronc de la palmera. En fer la pupa, la larva emergeix de l'arbre i forma un capoll a la fullaraca a la base de les fulles. L'adult presenta una coloració vermell ferrós amb taques característiques al tòrax i un rostrum allargat en forma de bec molt peculiar, típic dels curculiònids.
El cicle de vida total dura de 7 a 10 setmanes.

## Història de l'expansió
Originari de l'Àsia tropical, a la dècada del 1990 va entrar a Europa, alimentant-se de les palmeres.

### Impacte a l'espai mediterrani
Mentre que l'adult provoca alguns danys a través de l'alimentació, és l'excavació de la larva en el cor de la palma la responsable de la majoria de la mortalitat. La seva arribada a l'arc Mediterrani se suposa per la importació de palmeres prèviament infestades. A mitjans de la dècada de 1990 aparegueren a Egipte i a l'estat espanyol les primeres observacions constatades daten de 1995, a la zona a cavall entre les províncies de Granada i Màlaga. Se sospita per proves indirectes que la introducció del morrut a la península Ibèrica és deguda a la importació massiva de palmeres de països on no es realitzaven inspeccions ni quarantenes per a instal·lar-les en àrees de fort creixement urbanístic durant la dècada del 2000, ja que els focus d'entrada detectats eren massa allunyats entre si per a ser una dispersió autògena.
Al territori valencià es detectà per primera vegada el 2004.

#### Impacte del becut vermell a les Illes Balears
A les Illes per la introducció i expansió del becut vermell a través de palmeres datileres a enjardinaments de noves zones residencials es pot considerar un clar exemple de plaga de balearització. La primera detecció documentada fou a sa Ràpita (Campos, octubre de 2006) i pocs mesos després ja es localitzaren focus a Calonge, Cala d'Or (Santanyí), Felanitx i Pollença. A partir de 2009 es troben els primers focus al municipi de Palma i s'escampa ràpidament des de l'Arenal per les zones residencials litorals cap a migjorn on colonitza totes les urbanitzacions costaneres de Llucmajor durant 2010; paral·lelament avança pels barris que envolten el bosc de Bellver i s'estén fins a arribar a Palmanova l'any 2011. Al focus de Pollença va adquirir des del començament gran virulència i ha tengut efectes devastadors per a les palmeres canàries des del poble fins a la zona del Moll i de Llenaire on fins i tot ha estat objecte de diverses denúncies contra l'Ajuntament per greus incompliments de les mesures fitosanitàries obligatòries a les palmeres de les vies públiques. Des de Pollença als darrer anys s'ha estès per les urbanitzacions de les badies de Pollença i d'Alcúdia fins a arribar a can Picafort i des d'aquí s'ha endinsat cap a municipis interiors com sa Pobla i Campanet (2010) i posteriorment fins a Caimari (2011). El focus de Manacor detectat l'any 2009 s'ha mantengut poc actiu fins a 2011 quan l'escarabat ja ha colonitzat diverses palmeres de la via pública.
A municipis interiors han aparegut altres focus a partir de 2010, Algaida, Montuïri, Llubí o Santa Maria de forma que actualment encara queden alguns municipis del Pla i del Raiguer lliures de la plaga i les zones de Llevant i part de la Tramuntana que resisteixen sense palmeres afectades.

## Símptomes de la infestació
Els primers efectes visibles de la infestació són la caiguda de les fulles de la part superior (atac apical) o laterals (atac lateral), ja que les larves devoren l'interior del nervi central de les fulles i el tronc. Els sons d'excavació i de mastegar de les larves es poden sentir si hom té una bona oïda escoltant directament sobre el tronc de la palmera, tot i això alguns inspectors usen dispositius d'escolta electrònica o estetoscopis per detectar aquestes plagues. La corona es marceix en primer lloc i segueixen les fulles inferiors de la capçada a mesura que les larves descendeixen a la cerca de teixits tous sobretot en els teixits vasculars (xilema i floema).

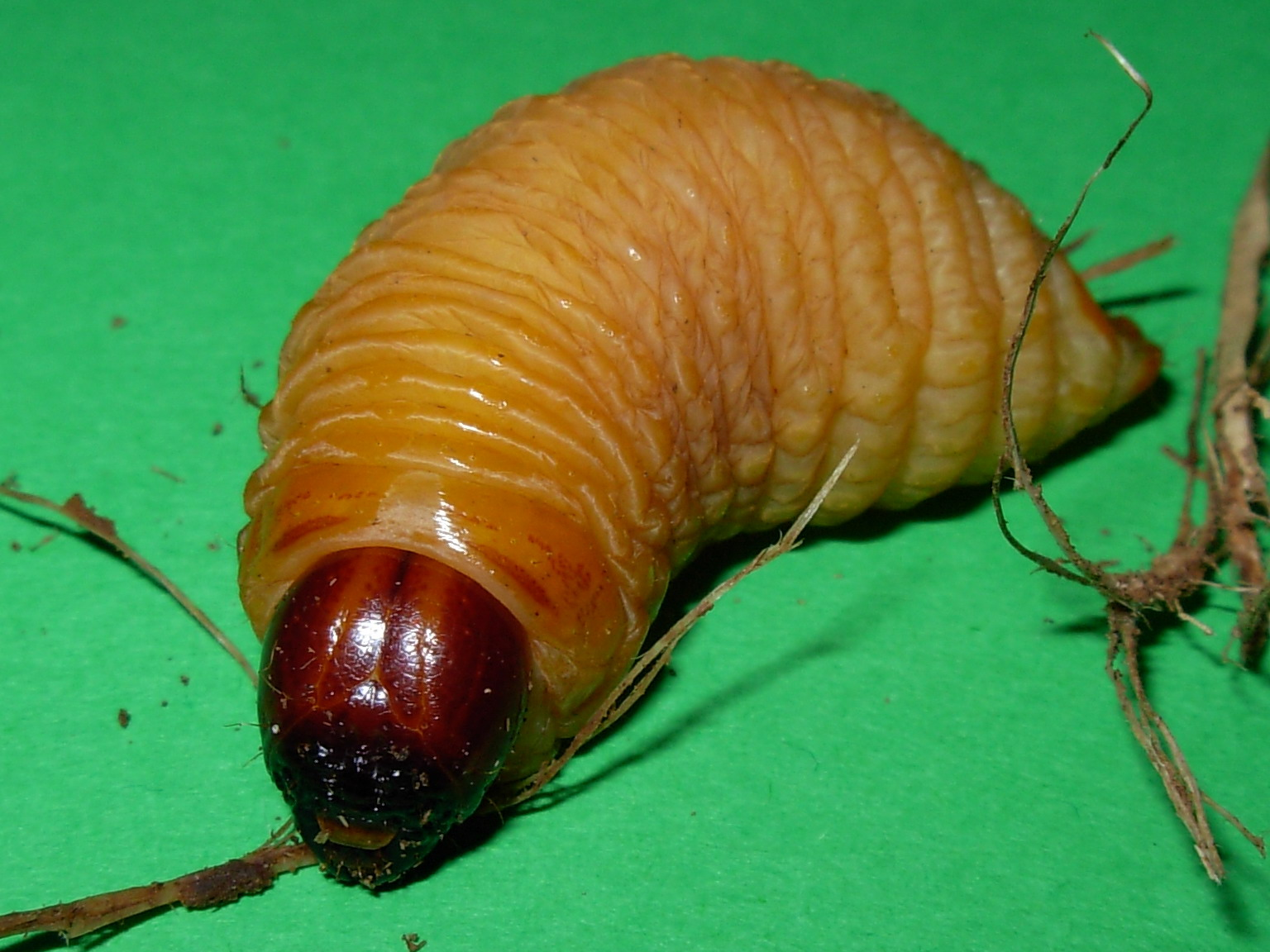
Larva de Rhynchophorus ferrugineus.
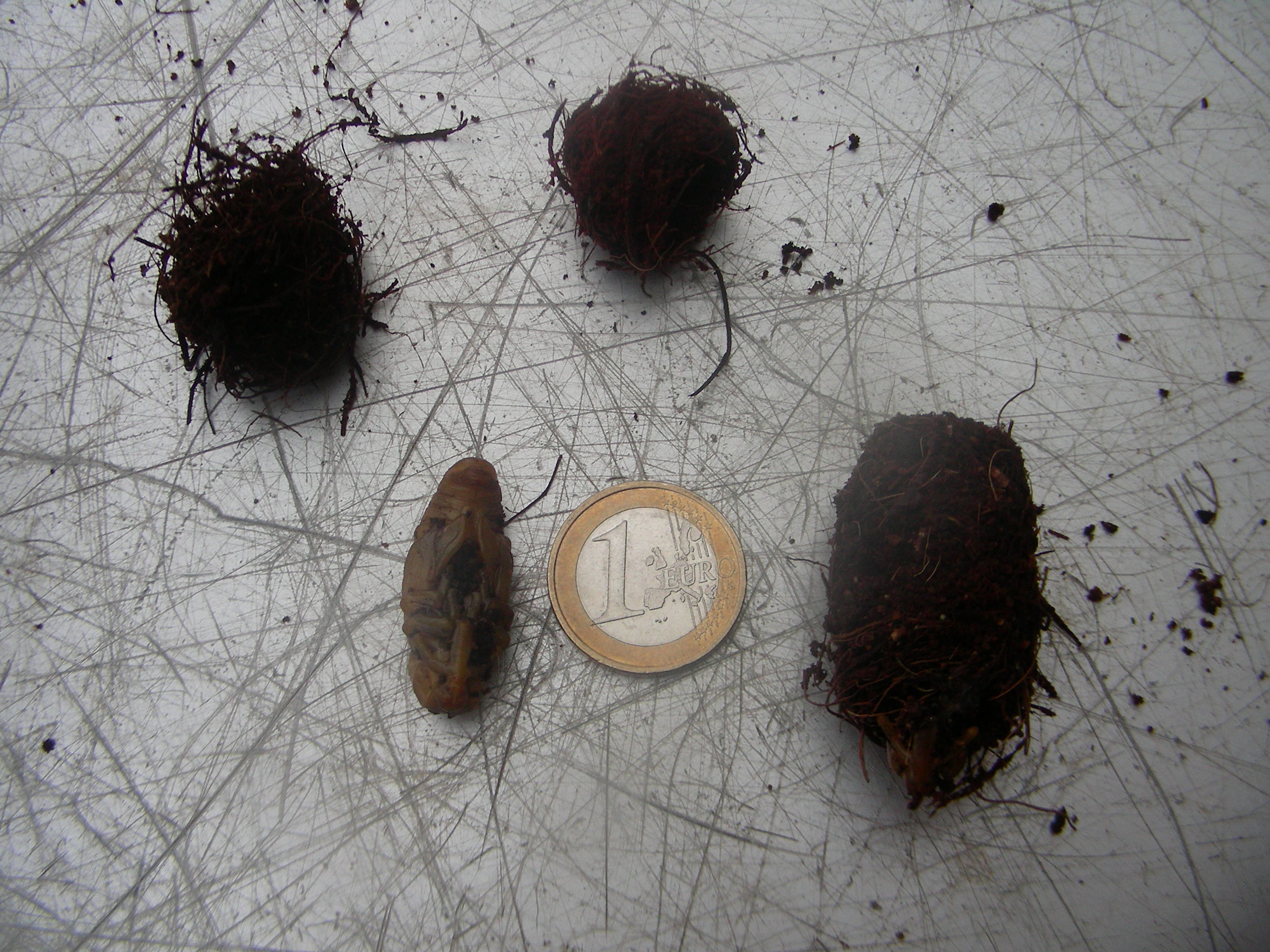
Capolls i pupa de Rhynchophorus ferrugineus.
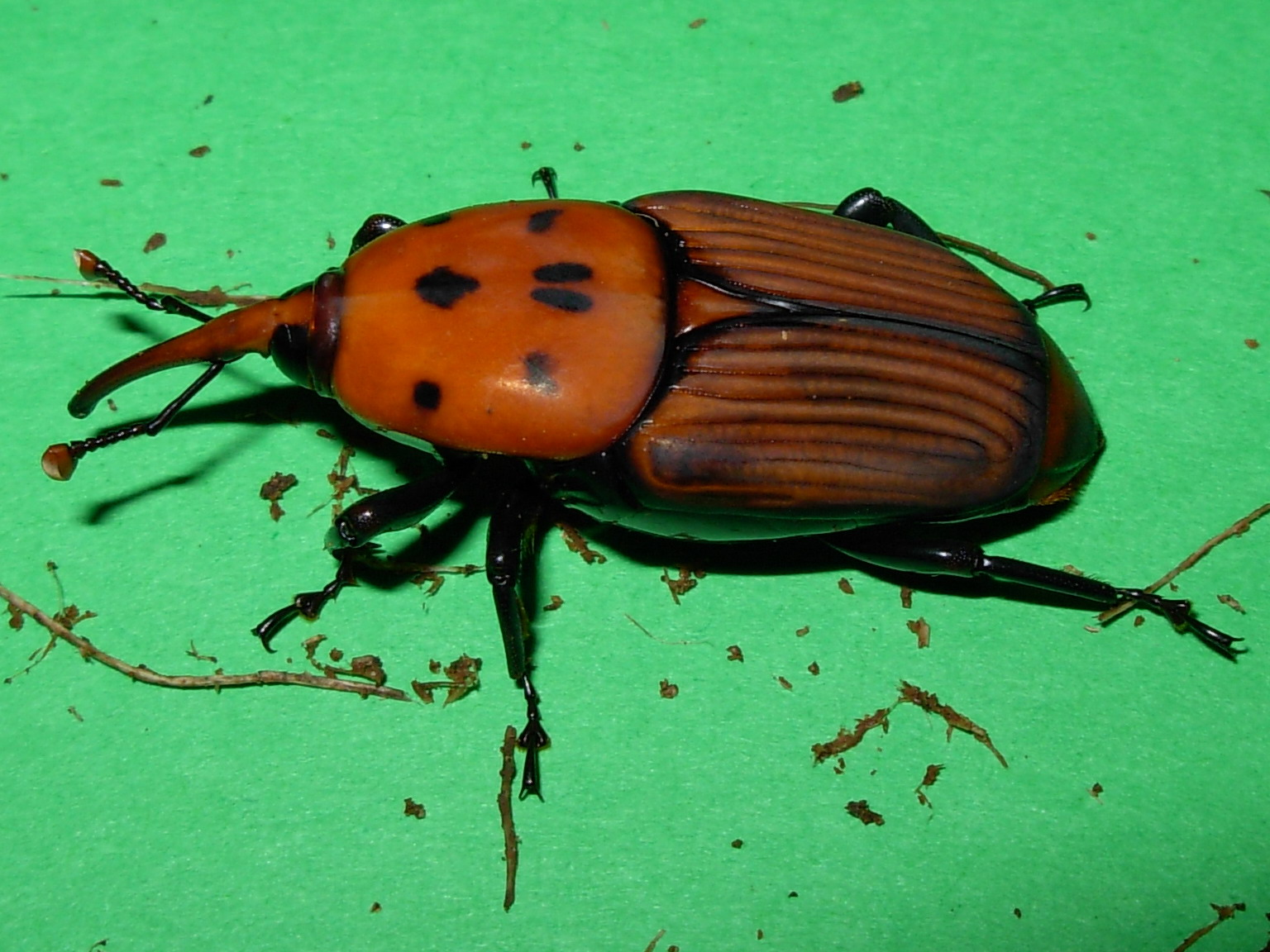
Femella adulta de Rhynchophorus ferrugineus.

## Prevenció
Com que el corc prefereix pondre els ous en els teixits tous, es pot reduir la probabilitat d'infestació evitant els danys mecànics a les plantes (poda). L'enquitranat o impregnació amb màstec de les ferides pot reduir el risc d'infestació. A més, cal evitar retirar les fulles madures per tal d'evitar produir les ferides on es produeix la posta.
S'han establert també sistemes de control sobre les àrees demarcades que determina l'administració de Catalunya aplicant la Decisió 2007/365/CE. En els llocs on es detecten exemplars de palmera afectats pel morrut es generen aquestes àrees demarcades on es prohibeix temporalment el trasllat de palmeres i es realitza un cens i inspecció de les palmeres segons ho consideri la mateixa administració.
Igualment i per tal de minimitzar el nombre de nous municipis afectats s'ha establert l'obligació del passaport sanitari a l'hora d'importar palmeres i un control per part de l'administració dels vivers on es cultiven palmeres.

## Control
Degut a la severitat de l'afectació de les palmeres un cop establerta les primeres ordres de sanitat vegetal a través del DAR (Generalitat de Catalunya) recomanaven el sacrifici mitjançant tala i crema dels exemplars afectats per tal d'evitar-ne l'expansió geogràfica.
El 2009, degut en els avenços en el coneixement dels tractaments disponibles aquestes recomanacions es modificaren de tal manera que el tractament recomanat consistia només en la tala i crema de les parts afectades de la palmera. Tot i realitzar podes aparentment severes si la part apical de la palmera (fins a ~60 cm sota del cim) no resulta danyada la palmera pot rebrotar si es resol la infestació.
El 2018 es desenvolupà un bioinsecticida fet a partir de corfa de quinoa i fulles seques de crisantem.
Juntament amb el sanejament de les parts danyades de l'arbre se solen aplicar insecticides sintètics bé amb polvoritzacions / nebulitzacions de la copa i el tronc (clorpirifos, abamectina, timetoxam, carbaril, imidacloprid…). També s'ha generalitzat la injecció d'insecticides sistèmics en el tronc de les palmeres afectades. A Mataró hi ha experiències positives d'ús de nematodes (Steirnernema carpocapsae) per al tractament, tot i que aquest tipus de tractament queda fora de l'abast dels particulars degut a la complexitat de l'aplicació.